# Primärwald

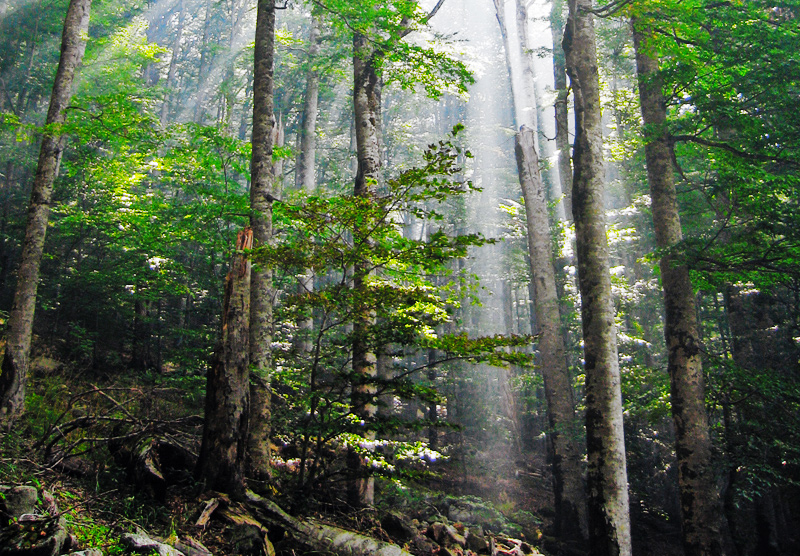
Primärer Rotbuchenwald im Nationalpark Biogradska Gora, Montenegro

Als Primärwald oder Urwald wird von menschlicher Einflussnahme nicht berührter Wald bezeichnet, mithin eine ökologische Klimaxgesellschaft. Die Einstufung als „unberührt“ ist von der Dauer einer weitgehend naturbelassenen Entwicklung abhängig. Auf vermutlich zehn Prozent der Böden Amazoniens bestehen Spuren menschlicher Bearbeitung als Terra preta, die gleichwohl als Standorte von Urwald betrachtet werden.
Ein Sekundärwald oder, nach massiven Eingriffen, zunächst eine Sekundärvegetation mit unterschiedlich stark veränderter Artenzusammensetzung entwickelt sich nach menschlichen Eingriffen wie Straßenbau, Holzeinschlag, Brandrodung, Etagenanbau.
Weltweit haben Wälder einen starken Wandel bezüglich ihrer Nutzung und Ausprägung erlebt. Je nach Nutzungsart und -intensität bilden sich innerhalb eines Waldsystems Ersatzgesellschaften aus, die sich von der natürlich zyklischen Sukzession eines Urwaldes oft erheblich unterscheiden.